# Wildcats Nijmegen
Wildcats is een basketbalvereniging in Nijmegen, ontstaan in 1992 uit een fusie van de twee Nijmeegse verenigingen Cheetah en So What.
Wildcats telt ongeveer 240 leden verdeeld over 2 seniorenteams en 11 jeugdteams die competitie spelen. Het niveau van de competities waarin de teams uitkomen varieert van afdeling tot hoofdklasse. Er zijn ook 3 seniorenrecreantenteams en 2 jeugdrecreantenteams die niet deelnemen aan een wedstrijdcompetitie en er bestaat de mogelijkheid om alleen trainend lid te zijn. Vanaf 20 april 2020 is er ook een afdeling Walking Basketball i.s.m. het Ouderenfonds. 
Bij Wildcats staat plezier bovenaan. 
Er wordt op 2 plekken getraind:
- sporthal De Horstacker, waar ook de meeste thuiswedstrijden plaatsvinden;
- sportzaal De Gildekamp.

## Organisatie
Het bestuur van Wildcats bestaat uit 5 vrijwilligers. Zij wordt ondersteund door diverse commissies, waarvan de leden eveneens vrijwilligers zijn. De meeste trainingen en thuiswedstrijden vinden plaats in sporthal De Horstacker.